# Ebola (fiume)
L'Ebola, noto anche con il nome indigeno Legbala, è un fiume che scorre nella parte settentrionale della Repubblica Democratica del Congo. Lungo circa 250 km, è un affluente del Mongala, che a sua volta sfocia nel fiume Congo.
Il nome Ebola è una corruzione francese di legbala, nome in lingua Ngbandi che significa "acqua bianca"; durante l'amministrazione belga questi nomi erano intercambiabili con i nomi francesi Eau Blanche e raramente L'Ébola.
Nel 1976, il virus Ebola fu identificato per la prima volta a Yambuku, a 69 miglia dal fiume Ebola, ma il professor Peter Piot decise di chiamarlo come il fiume, in modo che la città non fosse associata allo stigma della malattia.